# Lars Thörn
Lars Einar Vilhelm Thörn (ur. 26 września 1904 w Eskilstunie, zm. 9 października 1990 w Bromma) – szwedzki żeglarz sportowy. Dwukrotny medalista olimpijski.
Brał udział w dwóch igrzyskach (IO 56, IO 64), na obu zdobywał medale w klasie 5,5 m. W Melbourne Szwedzi triumfowali, osiem lat później zajęli drugie miejsce. Pełnił funkcję sternika. Podczas obu startów w skład załogi wchodził Sture Stork. W 1956 jej trzecim członkiem był Hjalmar Karlsson, a w 1964 jego syn Arne.